# Hypoxis hirsuta
Hypoxis hirsuta là một loài thực vật có hoa trong họ Hypoxidaceae. Loài này được (L.) Coville mô tả khoa học đầu tiên năm 1894.

## Hình ảnh

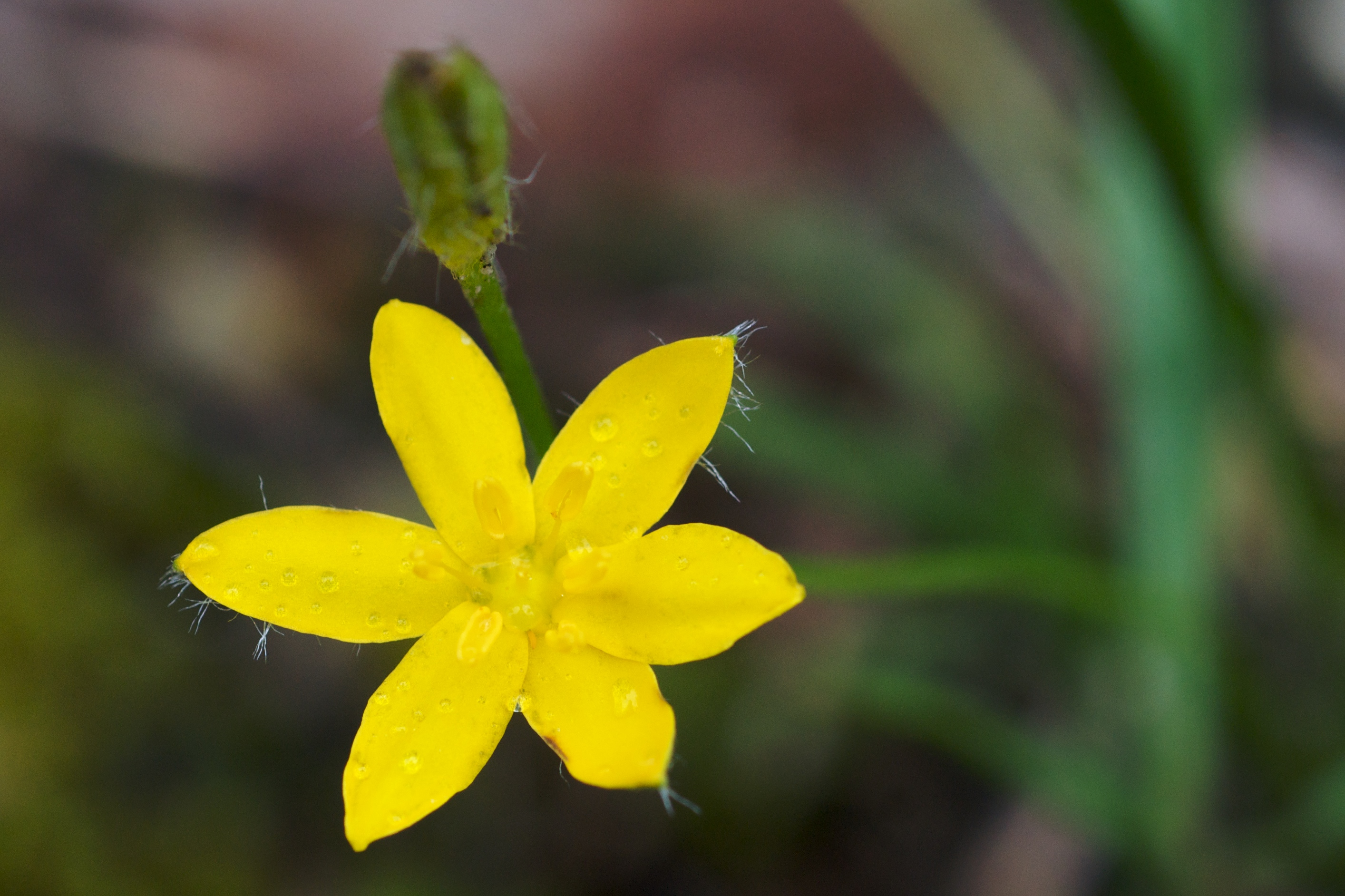
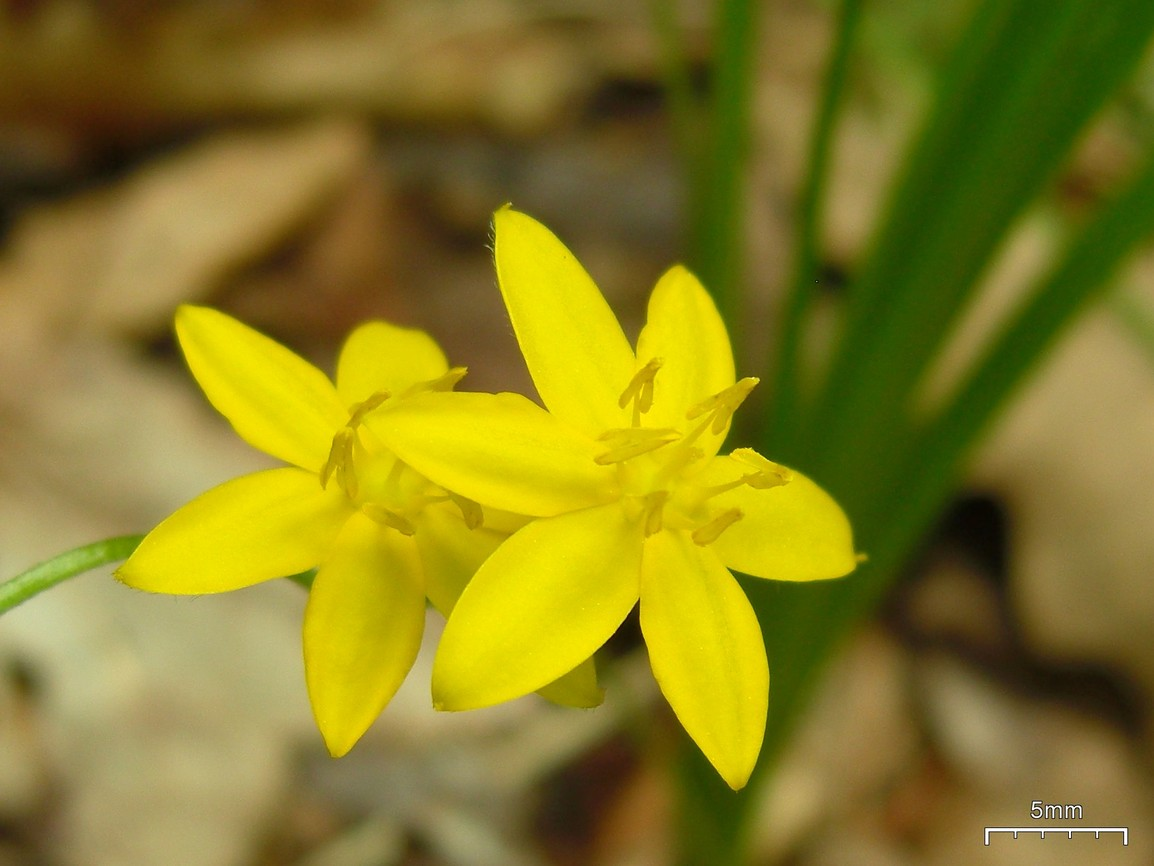
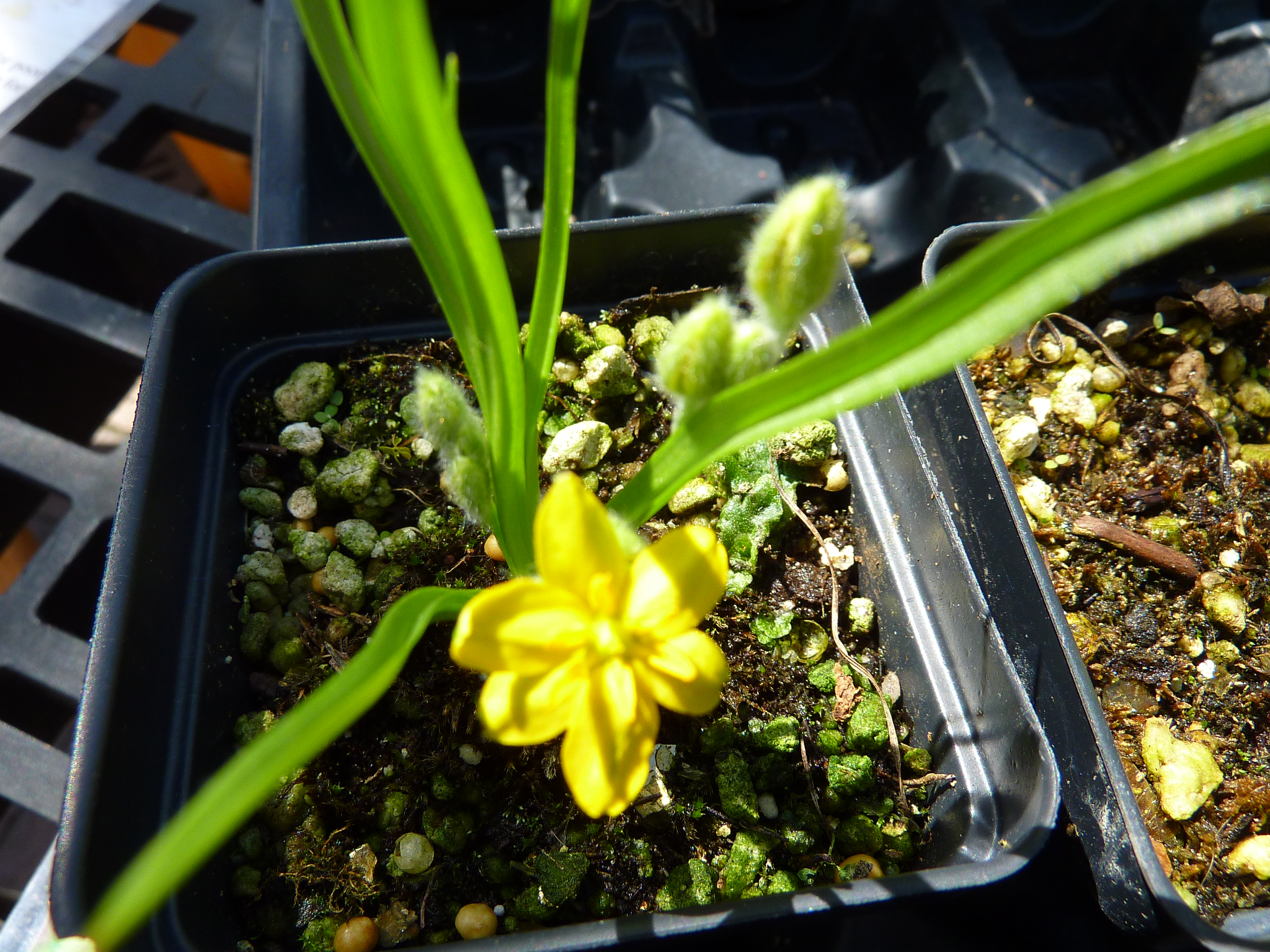
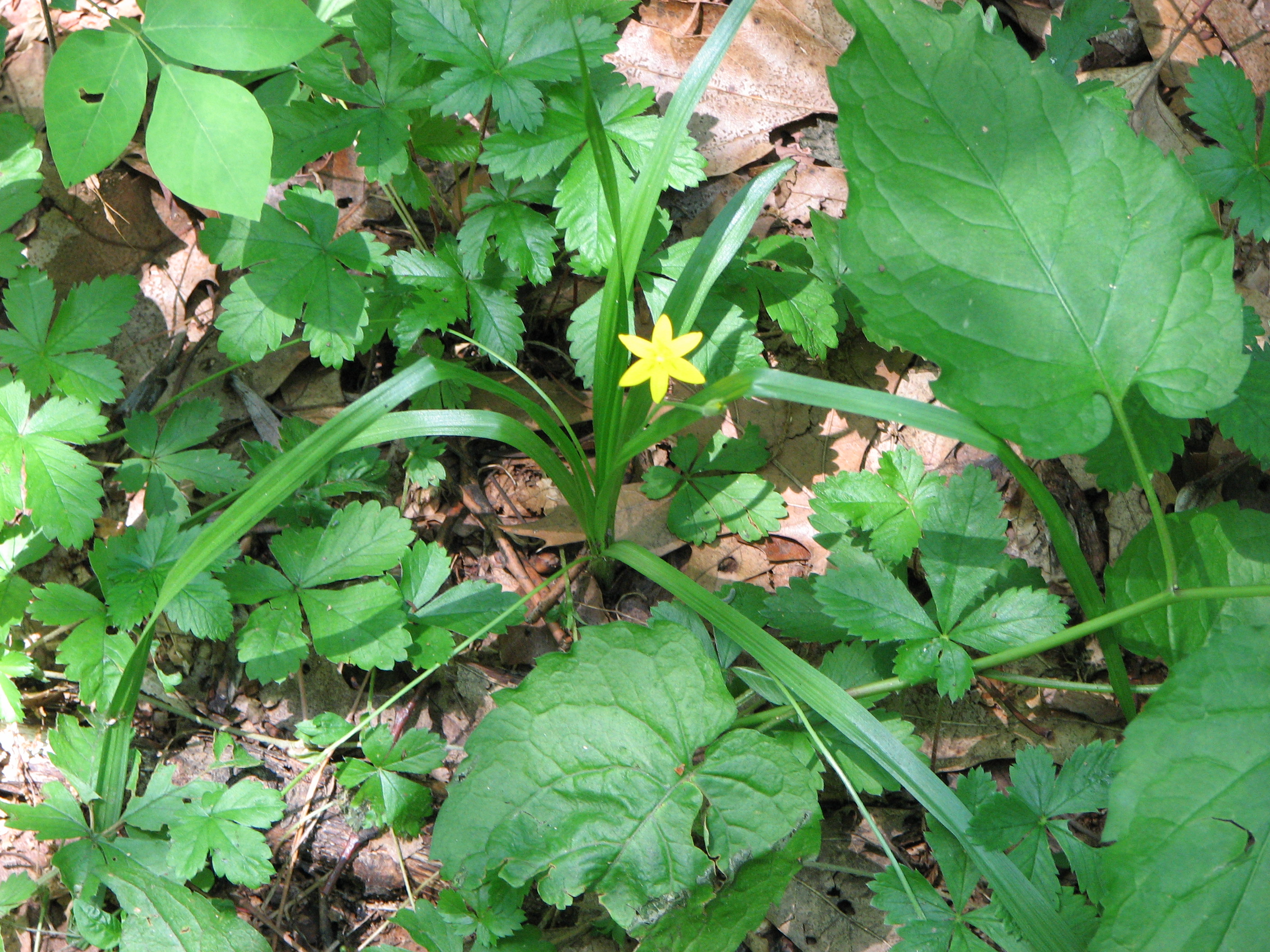